# Cá ngựa thân trắng
Cá ngựa thân trắng (danh pháp hai phần: Hippocampus kelloggi) là một loài cá ngựa thuộc họ Syngnathidae. Nó được tìm thấy có thể là ở Úc, Trung Quốc, Ấn Độ, Indonesia, Nhật Bản, Pakistan, Philippines, Đài Loan, Tanzania, và Việt Nam. Môi trường sống tự nhiên của chúng là các vùng biển nông.

## Hình ảnh

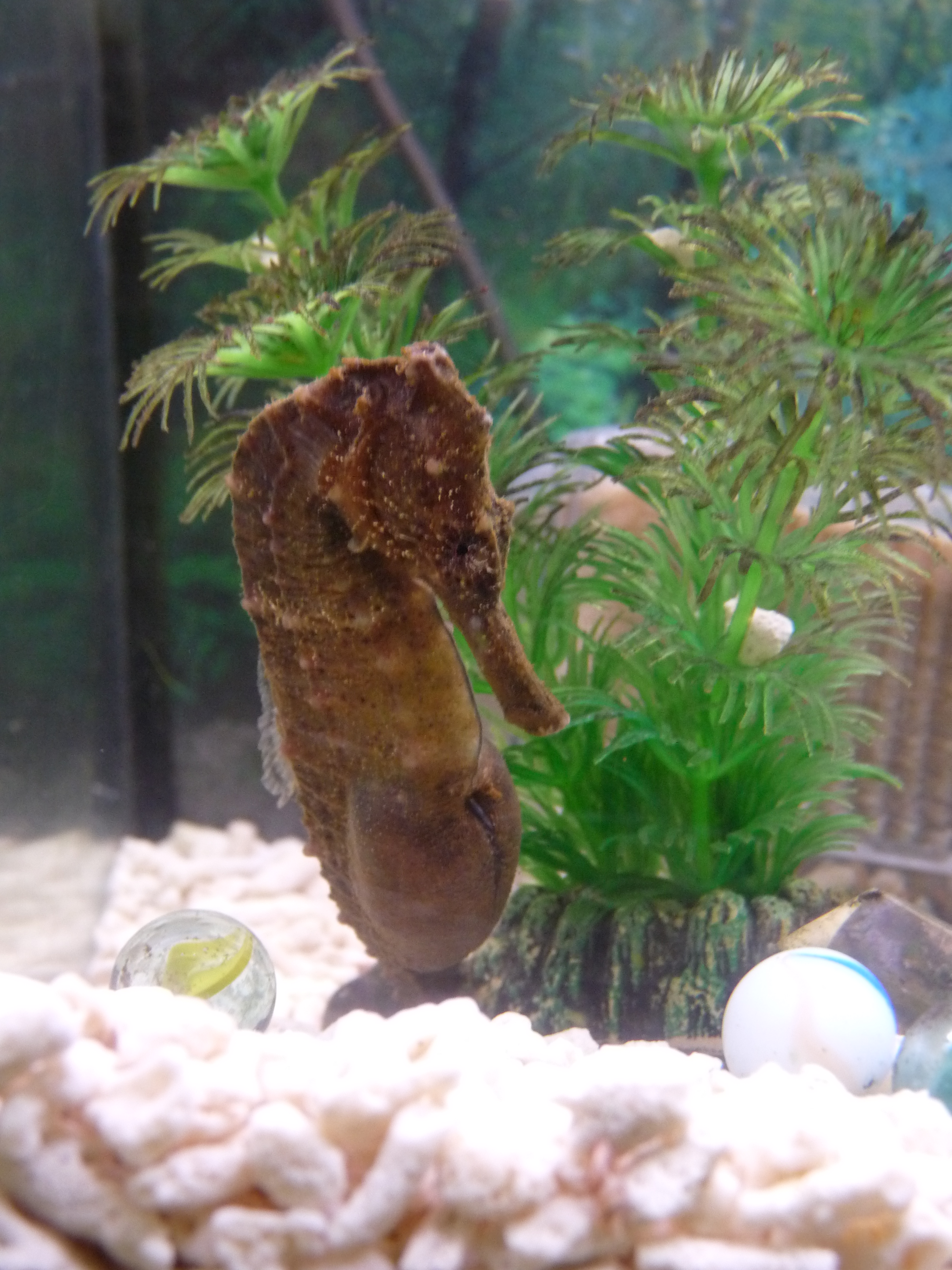